# 79 (число)
79 (седемдесет и девет) е просто естествено, цяло число, следващо 78 и предхождащо 80.
Седемдесет и девет с арабски цифри се записва „79“, а с римски цифри – „LXXIX“. Числото 79 е съставено от две цифри от позиционните бройни системи – 7 (седем) и 9 (девет).

## Общи сведения
- 79 е нечетно число.
- 79 е просто число.
- 79 е пермутационно просто число.
- 79 е атомният номер на елемента злато.
- 79-ият ден от обикновена година е 20 март.